# Ardisia pluriflora
Ardisia pluriflora är en viveväxtart som beskrevs av C.L. Lundell. Ardisia pluriflora ingår i släktet Ardisia och familjen viveväxter. Inga underarter finns listade i Catalogue of Life.